# PRO23
PRO23 (PRO) ist eine politische Partei in Österreich. Sie kandidierte zum ersten Mal bei der Bezirksvertretungswahl in Wien 2020 am 11. Oktober 2020 im 23. Wiener Gemeindebezirk Liesing unter dem vollen Namen PRO23: Liste Ernst Paleta – für ein lebenswertes Liesing! und erreichte mit 2,28 % einen Sitz in der Liesinger Bezirksvertretung.

## Geschichte
Gegründet wurde die Partei im Jahr 2016 von Ernst Paleta und Waltraud Schrittwieser. Der langjährige Liesinger ÖVP-Bezirksrat und -Klubobmann Paleta trat 2016 aus der Partei aus und gründete PRO23.

## Grundsätze
Die Partei sieht sich vor allem als Vertretung der Bürgerinnen und Bürger Liesings. Ihre Kernanliegen sind eine Stärkung des Mitspracherechts der Bürgerinnen und Bürger, eine Sicherung des Grünraums sowie eine Attraktivierung des öffentlichen Verkehrs.